# Chironomus piger
Chironomus piger är en tvåvingeart som beskrevs av Karl Strenzke 1959. Chironomus piger ingår i släktet Chironomus och familjen fjädermyggor. Arten har ej påträffats i Sverige. Inga underarter finns listade i Catalogue of Life.